# Josep Espunyes i Esteve
Josep Espunyes i Esteve (Peramola, Alt Urgell, 2 de gener de 1942) és un poeta i escriptor català, amb una obra que evoluciona del realisme històric a una lírica íntima arrelada a l'Alt Urgell. Ha publicat poesia, novel·les juvenils i treballs de recerca històrica i antropològica, destacant obres com Temps de manobre (1977) i Baronia i municipi de Peramola (1995).